# Международная ассоциация развития
Междунаро́дная ассоциа́ция разви́тия, МАР (англ. International Development Association, IDA) — кредитная организация, входящая в группу Всемирного банка. Создана в 1960 году.

## История
- Организация была основана 24 сентября 1960 года. Её начальное финансирование составило 912,7 млн долларов США и происходило от 15 стран участниц.[4]
- Первый кредит МАР выдал 12 мая 1961 года Гондурасу, на развитие шоссе. Размер кредита составил 9 млн долларов.[4][5]
- 17 сентября 1962 года. МАР выдала первый кредит на образование. Деньги были выделены на строительство школ в Тунисе.[4][6] Размер кредита составил 5 млн долларов и был выдан на срок в 50 лет.[6]
- Апрель 1973 года. Финансирование первой в Латинской Америке геотермальной электростанции.[4]

## Деятельность

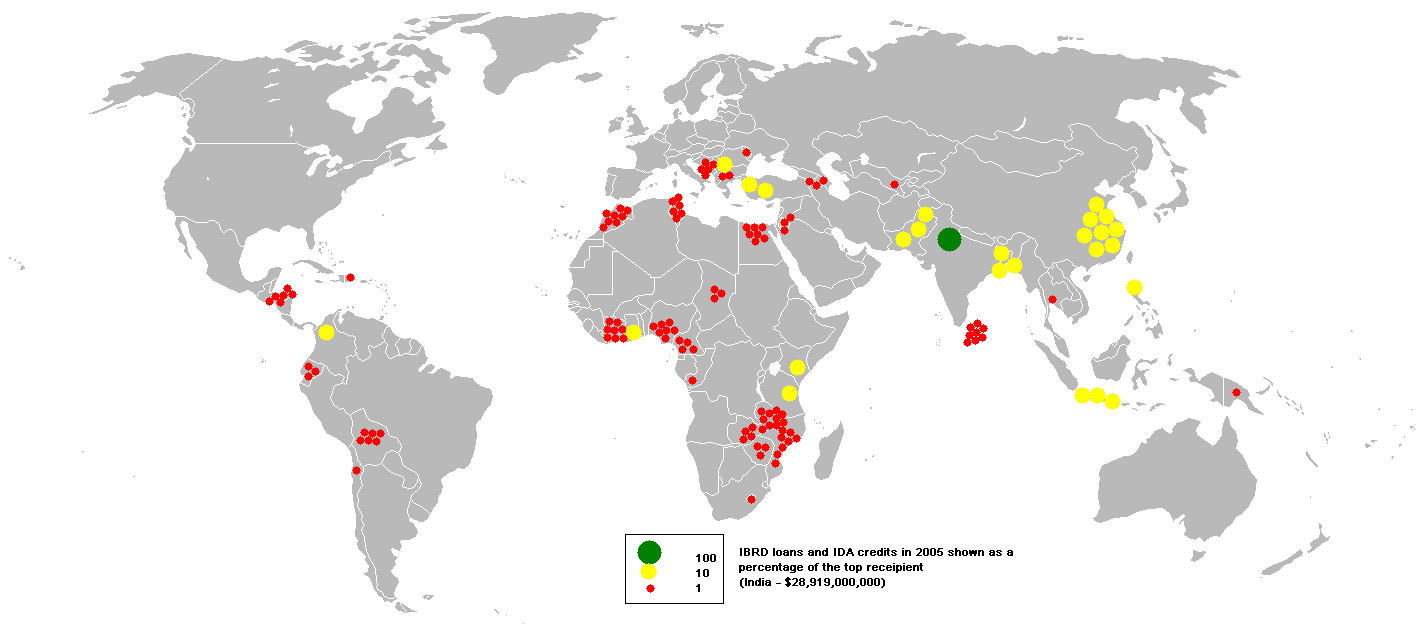
Кредиты от МБРР и МАР в 2005 году

Цель организации — оказание помощи самым бедным странам за счет добровольных пожертвований стран-членов. Право на получение займов из МАР имеют страны с ВВП на душу населения не более $1165. Также МАР предоставляет помощь странам которые не соответствуют критериям получения займов, но они не обладают кредитоспособностью для получения кредитов от МБРР. На данный момент критериям для получения займов от МАР соответствуют 80 стран, 39 из которых находятся в Африке.
МАР предоставляет беспроцентные займы с 20, 35, 40-летним сроком погашения и отсрочкой основных платежей в течение первых десяти лет. Членами МАР являются 173 государства. За период действия МАР предоставила кредиты общим объемом свыше 220 млрд долларов США.

## Членство
Членами МАР являются 172 государства-члена ООН и Республика Косово.
В МАР не входят: Андорра, Антигуа и Барбуда, Бахрейн, Беларусь, Бруней, Болгария, острова Кука, Куба, Ямайка, Лихтенштейн, Мальта, Монако, Намибия, Науру, Ниуэ, Северная Корея, Катар, Сан-Марино, Сейшельские острова, Суринам, Туркменистан, Уругвай, Ватикан и Венесуэла.
Также все непризнанные и частично признанные государства, кроме Республики Косово, не являются членами МАР